# جيهان عمار
جيهان عمار ‏ ( في لندن -  ) فنانة، وصحفية، ومصورة من مصر.